# Wolf Gabbe
Wolfgang "Wolf" Gabbe (Berlijn, 28 april 1924) is een Duitse drummer, zanger en bandleider in de jazz en amusementsmuziek.
Gabbe werkte in een autowerkplaats, 's avonds leerde hij drummen. Vanaf 1945 speelde hij dansmuziek en swing. In de periode van 1948 tot het einde van de jaren vijftig nam hij met zijn band, Kid Orbis and his Swing-Octet, platen op voor platenlabels als Amiga, Delta Ton en Imperial. In de jaren zestig maakte hij ook opnames, met zijn Radio-Star-Band. Gabbe was als zanger te zien in een film van Rudolf Schündler, Der Treue Husar (1954).